# Radar H2S
Pour les articles homonymes, voir radar (homonymie).
Le radar H2S est un radar aéroporté conçu pour repérer et identifier les cibles au sol la nuit dans toutes les conditions météorologiques et utilisé sur divers bombardiers britanniques à partir de 1943. Il pouvait être utilisé jusqu'à 25 000 pieds (7 630 mètres) d'altitude et avait un rayon d'action de 80 kilomètres. La première utilisation remonte au 30 janvier 1943 alors que la RAF se servit de ce radar pour reconnaître les contours du terrain lors d'une sortie de bombardement. 
Les premières versions utilisaient un émetteur-récepteur connu sous les noms de TR3159 (H2S Mk I / ASV VIB) et TR3191 (H2S Mk II). Ils étaient montés sur des bombardiers Stirling et Halifax pour les bombardements nocturnes. C'est le développement du magnétron à cavité, produisant une onde de 9,1 cm, qui a rendu possible sa production en permettant de réduire l'antenne à des dimensions acceptables pour un avion. Dans les versions subséquentes, la longueur d'onde a été réduite à 3 puis à 1,5 cm ce qui rendit le système encore plus compact et permit de mieux voir les précipitations mais il était également plus sujet à l'atténuation par la pluie.
Les Américains adaptèrent une version utilisant la bande X (longueur d'onde de 3 cm), la H2S (H2S Mk VI), qu'ils nommèrent radar H2X. Ils la considéraient comme une amélioration majeure et elle fut testée par le Bomber Command de la RAF en 1945.

## Origine
Après la bataille d'Angleterre, le Bomber Command de la RAF a commencé ses attaques nocturnes sur les villes allemandes. Même si le commandement se disait satisfait des résultats, une enquête indépendante des photos de reconnaissance aérienne montra que la moitié des bombes étaient tombées en rase campagne à l'été 1940 et seulement une bombe sur 10 avait atteint la cible prévue,.
Les Britanniques, à l'instar des Allemands, ont développé des systèmes de radionavigation pour améliorer leur tirs. Les systèmes "Gee" et "Oboe" permettaient de guider les bombardiers vers les cibles mais étaient limités à la portée en ligne directe de leur transmetteur ce qui réduisait grandement leur utilité. De plus, ils étaient sujet au brouillage comme le furent les appareils allemands (voir Bataille des faisceaux). 
Robert Watson-Watt avaient déjà envisagé l'utilité d'un radar aéroporté pour le repérage des navires et avions. Il avait chargé Edward George Bowen de travailler sur ce problème et ce dernier avait remarqué que les échos de retour était différents selon la cible : champs, édifices, véhicules, etc. Il avait suggéré que le radar pouvait également être utilisé comme pointeur mais son idée ne fut pas retenue au début de la guerre. En 1941, une expérience du physicien britannique Philip Dee avec un radar de 10 cm de longueur d'onde (bande S), monté sur un Bristol Blenheim, permis de redécouvrir cette propriété. En octobre de la même année, Dee assista à une réunion du Bomber Command où on discuta du problème de ciblage lors des raids nocturne. Il proposa une démonstration avec son radar, le AIS, qui permit le 1er novembre de détecter les contours d'une ville distante de 55 kilomètres de l'appareil.

## Développement

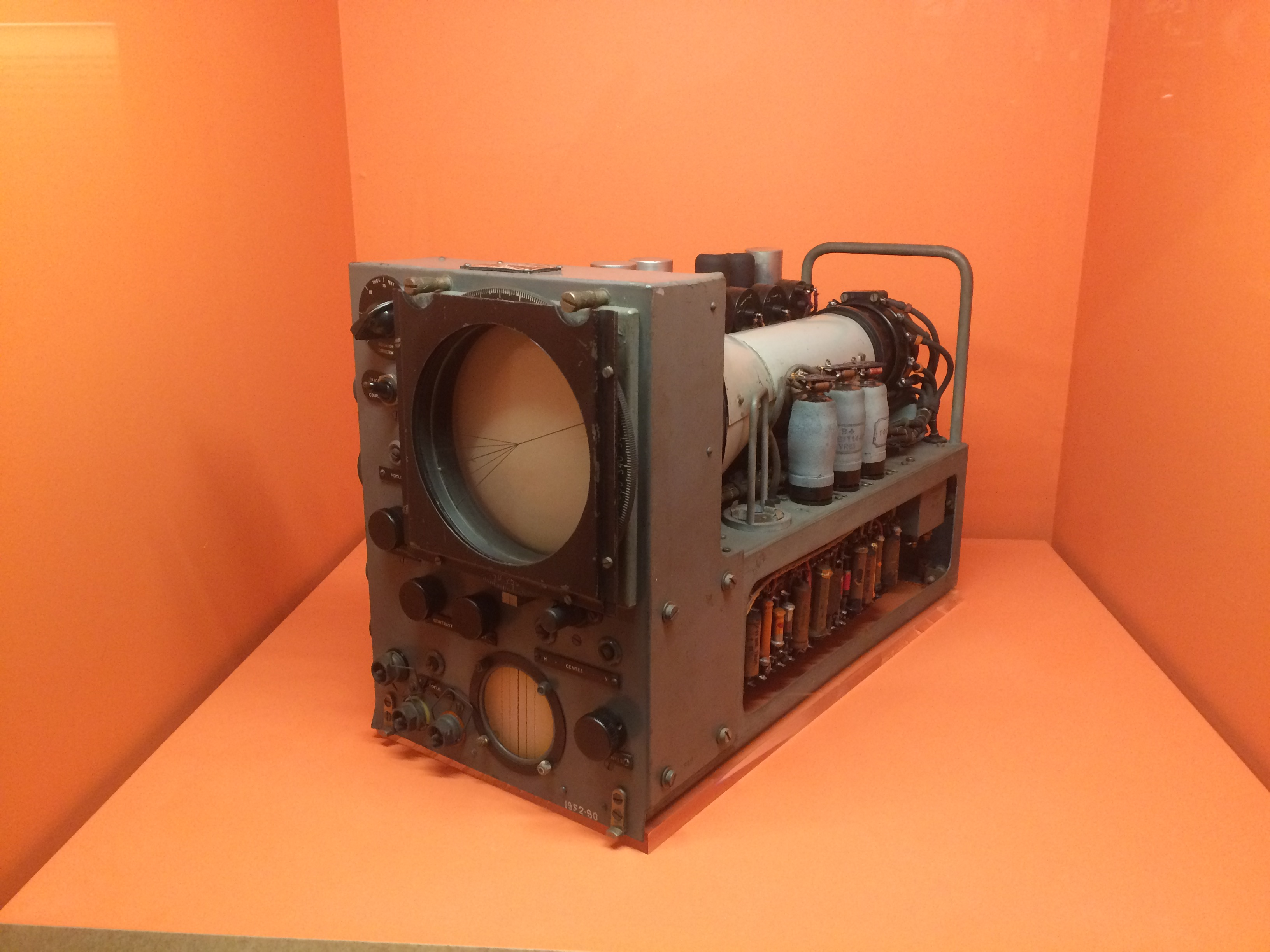
Affichage du radar H2S exposée au Science Museum de Londres.

L'état-major fut impressionné par les résultats. Bernard Lovell au Telecommunications Research Establishment (TRE) fut chargé dès le 1er janvier 1942 de travailler à une version pratique du AIS,. Il comptait dans son équipe Alan Blumlein et de nombreux ingénieurs de EMI. Le radar ainsi développé devait être assez compact pour être monté dans un radôme sous un bombardier de façon que son antenne puisque sonder le sol à l'avant du bombardier. Les données obtenues étaient affichées comme un PPI sur un écran cathodique au poste du bombardier. 
Le radar de l'équipe de Lovell fut nommé initialement BN (pour Blind Navigation, navigation à l'aveugle) mais fut rebaptisé H2S. L'origine de ce nouveau nom n'est pas claire, selon certains il s'agit d'un contraction de « Height to Slope » (Hauteur versus pente), pour d'autres auteurs il vient de « Home Sweet Home » (2H et un S), il est également possible que le S soit relié à la bande S utilisée ou que le tout soit seulement un code de sécurité,. 
Reginald Victor Jones, le responsable des services de renseignement scientifiques britanniques donne une troisième explication dans "Most Secret War", son livre relatant les aspects scientifiques de l'espionnage durant la seconde guerre mondiale. Sir Lindemann, conseiller spécial de Churchill pour les affaires scientifiques, avait sermonné l'équipe de jeunes ingénieurs responsables du développement en critiquant les retards entraînés par leur attitude désinvolte et s'était emporté en s'exclamant : « It stinks ! it stinks ! (C'est puant ! c'est puant!) ». D'esprit un brin potache, l'équipe l'aurait pris au mot et baptisé le nouveau radar, enfin au point, H2S en référence au sulfure d'hydrogène qui donne l'odeur aux œufs pourris et aux boules puantes.
Complimenté par Lindemann, revenu à de meilleurs sentiments, l'équipe n'aurait toutefois pas osé révéler la « blague d'initiés » à l'origine de la dénomination et un étudiant doué d'esprit de répartie aurait forgé l'explication « H2S = Home Sweet Home », pour un radar qui promettait aux pilotes de la RAF un retour au foyer sans encombre.

### Prototype
Le vol inaugural du prototype du H2S s'est fait le 23 avril 1942 sur un bombardier Halifax. Afin de ne pas saturer le récepteur avec les échos de sol juste sous l'avion et de normaliser le signal reçu à différentes distances, le radar avait une sensibilité variable selon l'angle de visée. Celle-ci était faible lorsque l'antenne pointait directement sous l'appareil et augmentait à mesure que l'antenne était pointée vers l'horizon. Ce type de sondage fut nommé « cosécante-carré ».
Le H2S et son amélioration étaient une priorité du TRE. Lorsque les services de renseignements apprirent que les Allemands avaient une compagnie de parachutistes près de Cherbourg, juste de l'autre côté de la Manche, on redouta qu'ils veuillent faire un raid sur le TRE comme les Britanniques avaient fait lors de l'opération Biting sur le radar Würzburg. Le 25 mai, le TRE fut donc déménagé à Malvern College, soit environ 160 kilomètres plus au nord. 
Le 7 juin, lors d'un vol d'essai, le Halifax transportant le prototype s'écrasa, non seulement détruisant l'appareil mais également tuant Blumlein et deux techniciens, ce qui fut un coup dur pour le programme de développement,,.

### Priorité
Le H2S utilisait un magnétron à cavité dont le principe est une des innovations majeures des Britanniques dans le développement du radar. Lord Cherwell, le conseiller scientifique de Churchill, considérait que le H2S devrait changer pour un klystron. Il ne voulait absolument pas que les Allemands puissent découvrir le fonctionnement du magnétron en cas d'écrasement. Le klystron était alors moins performant mais cet oscillateur à tube à vide était plus facile à détruire par une charge de démolition que le bloc en cuivre d'un magnétron. 
L'équipe du TRE testa un H2S équipé d'un klystron mais sa puissance était de 20 à 30 fois inférieure à celle d'un magnétron. Elle recommanda donc de ne pas faire la substitution et estima que ça prendrait deux ans aux Allemands pour développer leur propre magnétron s'ils mettaient la main sur ce système dans un bombardier écrasé. De plus, il était probable que les Allemands travaillaient de toute façon sur le sujet de leur côté. Les craintes de Cherwell se sont malheureusement révélées exactes. 
Le 3 juillet 1942, lors d'une rencontre avec le commandement de la RAF et le groupe H2S, Churchill ordonna la production de 200 de ces radars pour le 15 octobre malgré les problèmes encore à résoudre sur le prototype. Il y mit une très grande priorité et alloua des ressources importantes. Vu le court échéancier, l'idée de Lord Cherwell d'employer un klystron fut abandonnée. On utilisa également tous les circuits électriques et électroniques disponibles, même s'ils n'étaient pas parfaitement adaptés ce qui mena à certaines connexions dangereuses (par exemple, le radar n'était pas relié à la masse de l'avion si bien qu'une personne touchant un câble risquait un choc électrique mortel).

## Mise en service
Malgré tous les efforts, ce n'est que le 1er janvier 1943 que les premiers douze bombardiers Stirling et douze Halifax ont été équipés d'un H2S. La nuit du 30 janvier marque la première sortie opérationnelle du H2S à bord de treize bombardiers avec rôle de Pathfinder. Ces derniers volaient en reconnaissance et ont lâché des bombes incendiaires ainsi que des fusées éclairantes sur Hambourg qui a été attaquée ensuite par le reste de la flotte (100 Lancasters).

### Raid sur Cologne
Lors du raid sur Cologne, les 2 et 3 février 1943, un bombardier Stirling de l'escadron Pathfinder de la RAF fut abattu au-dessus des Pays-Bas. Il s'agissait de la seconde utilisation de ce radar lors de bombardements. Le H2S qu'il contenait fut endommagé mais encore réparable et la firme Telefunken put le ré-assembler, sauf pour son affichage PPI qui avait été détruit. Ceci permit aux Allemands de travailler à un détecteur de radar nommé Naxos comme Lord Cherwell l'avait redouté. Les chasseurs nocturnes de la Luftwaffe purent ainsi traquer les bombardiers britanniques grâce à leurs émissions.

### Usage intensif
Il a fallu attendre à l'été 1943 pour que le Bomber Command utilise régulièrement le H2S. La nuit du 24 juillet, la RAF a débuté l’opération Gomorrhe, une attaque systématique de la région de Hambourg. Il y avait assez de H2S à ce moment-là pour équiper les Lancaster, fer de lance des raids. Les Pathfinders servaient toujours à pointer les cibles mais les Lancaster pouvaient utiliser leurs H2S pour larguer leurs bombes incendiaires. Les raids continuèrent les nuits du 25 et 27 juillet et la United States Army Air Force bombarda de jour entre les sorties de la RAF. La ville était en flammes, le brasier causant une tempête de feu qui tua 45 000 personnes, des civils pour la plupart.
Le H2S a également été essentiel lors de la bataille aérienne de Berlin, une série de raids sur la capitale et d'autres villes allemandes de novembre 1943 à mars 1944. Berlin était en effet hors de portée pour les systèmes de radionavigation Gee et Oboe. De plus, les nuages bas hivernaux cachaient le plus souvent les objectifs. Le commandement espérait que H2S permettrait de repérer les lacs et autres reliefs de la région pour diriger les bombardiers. La version originale n'était malheureusement pas assez précise pour cela mais la version Mark III mise en service le 2 décembre 1943 remédia à ce problème.

## Après la guerre

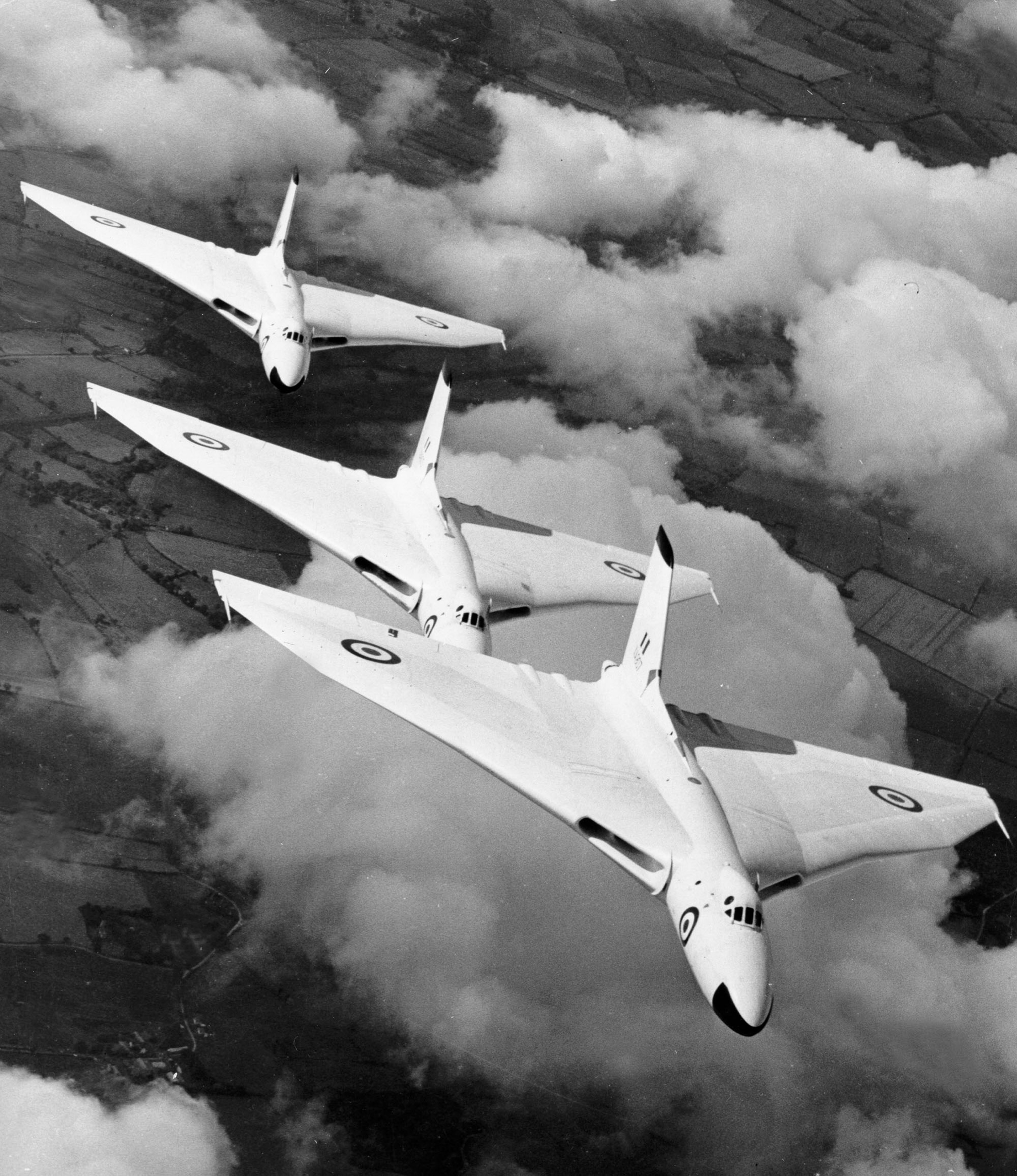
Bombardiers Vulcan de la RAF Waddington volant en formation en 1957.

À la fin de la seconde guerre mondiale, les Avro Lincoln de la RAF furent équipés de H2S. Durant les années 1950, la nouvelle version H2S Mk.9 fut installée sur les nouveaux bombardiers de série V (Vickers Valiant, Avro Vulcan et Handley Page Victor) de la RAF comme aide à la navigation et au bombardement,. Les avions Vulcan et Victor ont tous les deux participé en 1982 à la guerre des Malouines, utilisant leurs H2S pour les bombardements des positions argentines. Les derniers de ces avions ont volé jusqu'en 1993.

## Légende
Il existe deux légendes à propos du nom du radar basées sur le fait que H2S est similaire à la formule chimique du sulfure d'hydrogène (H2S), le gaz à l’origine de l’odeur d'œuf pourri. La première rumeur veut que ce soit l'inventeur qui s'écria « rotten » (pourri) quand il réalisa qu'il aurait pu trouver bien plus tôt cette utilisation s'il avait seulement pensé à retourner le radar vers le sol au lieu de toujours penser à le pointer vers le ciel. 
L’autre rumeur veut que Lord Cherwell n'ait pas montré d'enthousiasme lors de la présentation du projet et que les ingénieurs en ont déduit qu'il ne fallait pas poursuivre dans cette voie. Lorsqu'il demanda plus tard comment le radar progressait, il lâcha un « it stinks » (ça pue) quand on lui dit que le travail avait été suspendu. Lorsqu'on lui présenta finalement le H2S, les ingénieurs n'osèrent pas lui avouer que c'est son exclamation qui avait servi d'inspiration pour le nom et prétendirent que cela voulait dire « Home Sweet Home ». 
Quoi qu'il en soit, le H2S était communément connu dans la 8th USAAF comme « Stinky ».

### Source
- (en) Cet article est partiellement ou en totalité issu de l’article de Wikipédia en anglais intitulé « H2S radar » (voir la liste des auteurs).